# Huperzia lucidula
Huperzia lucidula — вечнозелёный плаун рода Баранец.

## Описание
Растёт пучками длиной 14—20 см, изредка до 1 м. Листья длиной 7—11 мм, узкие, ланцетные, блестящие, вечнозеленые. Края с небольшими зубцами. Спорангии (споровые коробочки) расположены у основания верхних листьев. Корни растут из ползучего и ветвящегося подземного корневища.
Видовое название lucidula происходит от латинского языка и означает «сияющий», что явно указывает на ярко-зеленый цвет растения.

## Распространение и экология
Huperzia lucidula встречается в Канаде от Манитобы на западе, на востоке до Ньюфаундленда. На юге в США вдоль восточного побережья до Южной Каролины и на запад до Миссури.
Предпочтительная среда обитания — в основном богатые кислые почвы в прохладных, влажных хвойных или смешанных лиственных лесах, а также вблизи болот, над берегами ручьев и на защищенных низких склонах холмов. Иногда они растут на покрытых мхом скалах и уступах или на местах близ песчаника.

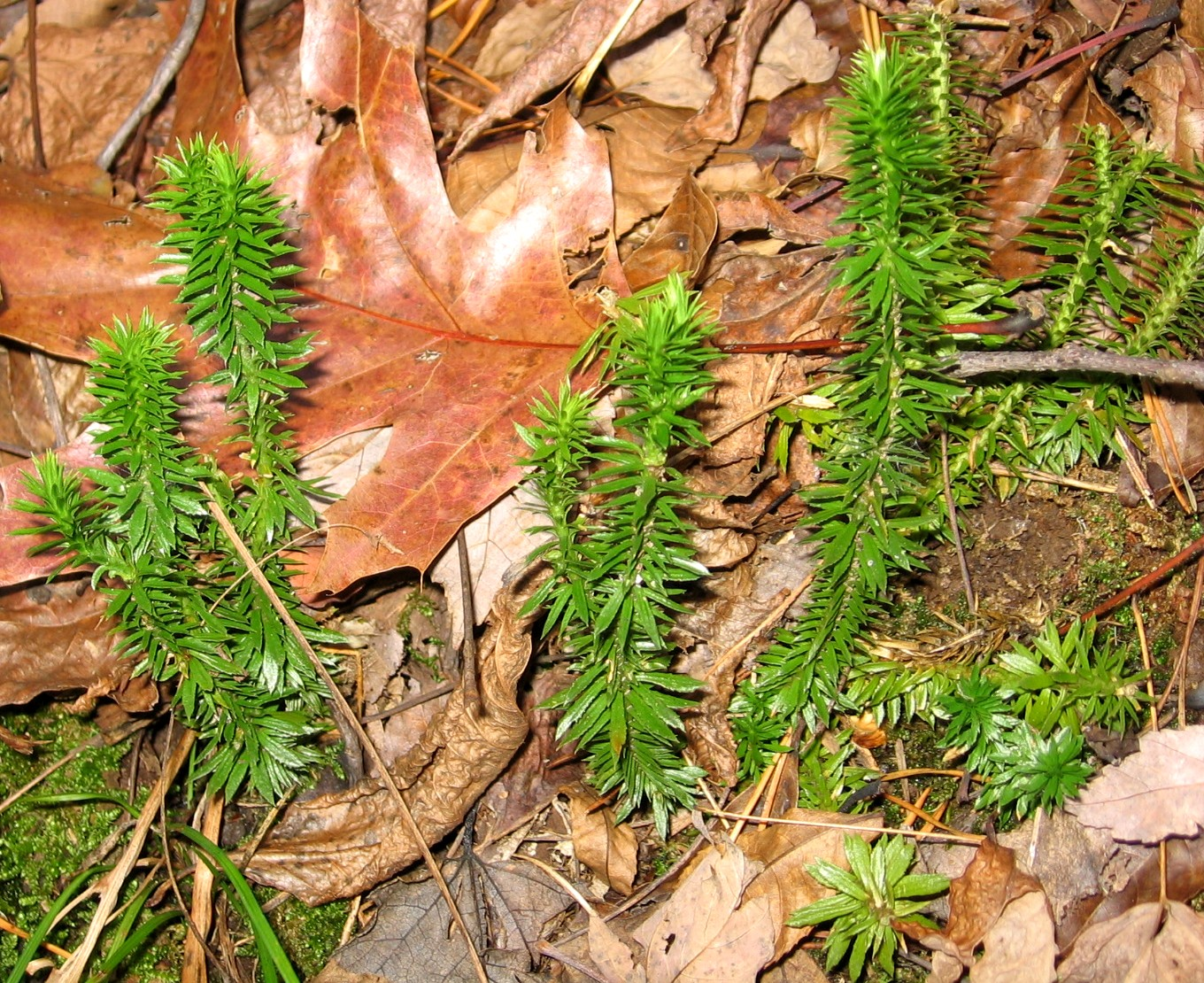
Образец из Северной Каролины
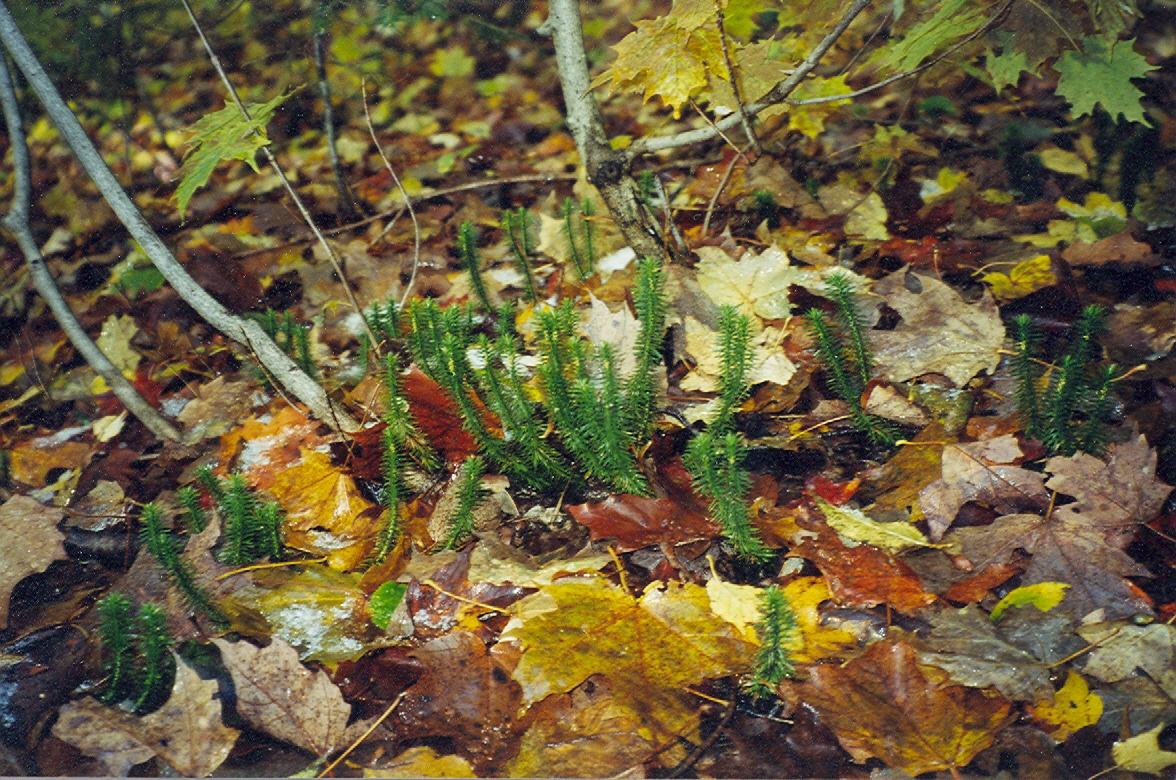
Образец из Онтарио